# Samuel Giménez
Samuel Giménez (* Asunción, Paraguay, 10 de febrero de 1991) es un futbolista paraguayo que juega de mediocampista en Fuerte San Francisco de la Primera División de El Salvador.

## Trayectoria
Samuel inició su carrera como futbolista en del Sportivo Trinidense de Paraguay, hasta el 2014, año en que emigraría el fútbol ecuatoriano, específicamente en el Imbabura Sporting Club para luego ser contratado por el Delfín Sporting Club en el 2015.

## Clubes
| Club                 | País        | Año               |
| -------------------- | ----------- | ----------------- |
| Sportivo Trinidense  | Paraguay    | 2011 - 2014       |
| Imbabura SC          | Ecuador     | 2014              |
| Delfín SC            | Ecuador     | 2015              |
| Caacupé FBC          | Paraguay    | 2015 - 2016       |
| PilcomayoFBC         | Paraguay    | 2016 - 2017       |
| Imbabura SC          | Ecuador     | 2017 - 2018       |
| Atyrá                | Paraguay    | 2019 - 2020       |
| Municipal Limeño     | El Salvador | 2020 - 2021       |
| Fuerte San Francisco | El Salvador | 2023 - Actualidad |